# Menhir de la Haute-Borne (Fontaines-sur-Marne)
Le menhir de la Haute-Borne est situé sur la commune de Fontaines-sur-Marne, à proximité du site du Châtelet de Gourzon, dans le département de la Haute-Marne.

## Historique

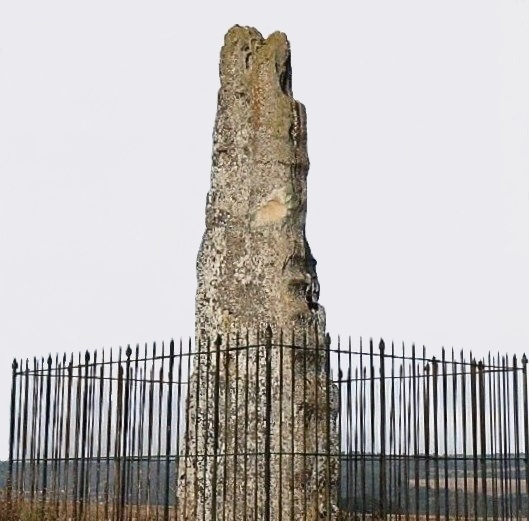
Le menhir de la Haute-Borne.

Le menhir se dresse au bord de l'ancienne voie romaine allant de Segessera (Bar-sur-Aube) à Nasium (Naix-aux-Forges).
Il a été renversé par une tempête le 26 novembre 1782, c'est peut-être à cette occasion qu'est apparue la fissure que l'on peut constater actuellement. En effet, l'ingénieur de la Champagne Legendre qui le décrivait en 1751 ne lui en trouvait pas, pas plus que Pierre-Clément Grignon ne montrait ce détail dans son dessin de 1773. L'édifice est classé au titre des monuments historiques en 1883.
Il est resté couché pendant une soixantaine d'années avant d'être relevé en 1845 par le préfet Romieu.

## Description
Le menhir est en calcaire d'origine locale (portlandien supérieur). Il mesure 6,56 m de hauteur pour une largeur variant de 2,24 m au niveau du sol à 1,50 m au sommet. Son épaisseur varie entre 0,45 m et 0,60 m. Les mesures ont été réalisées par l'abbé Phulpin alors que le menhir était renversé (entre 1782 et 1845).
Lorsqu'il a été redressé, il a été enterré sur une profondeur de 1 m.
Il comporte une inscription latine « VIROMARUS ISTATILIF » gravée à 3,41 m m de hauteur. Pour Noël Spéranze et Louis Lepage, le « F » final correspond à l'abréviation de Filius, et signifierait « Viromarus fils d'Istatili ».

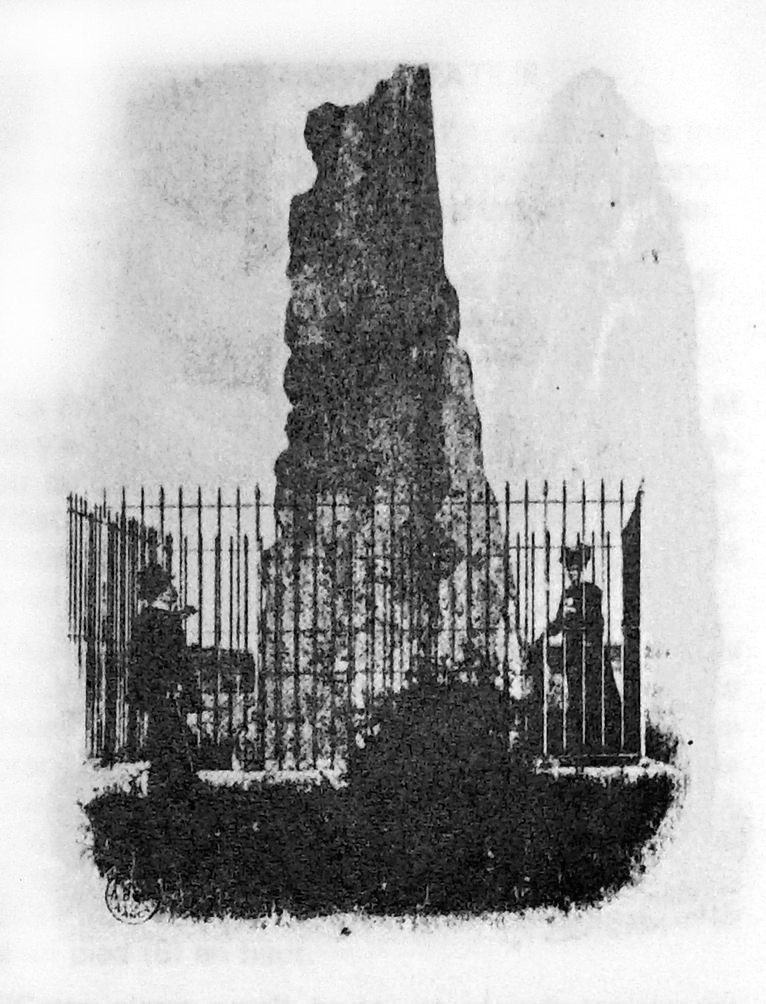
En 1900,
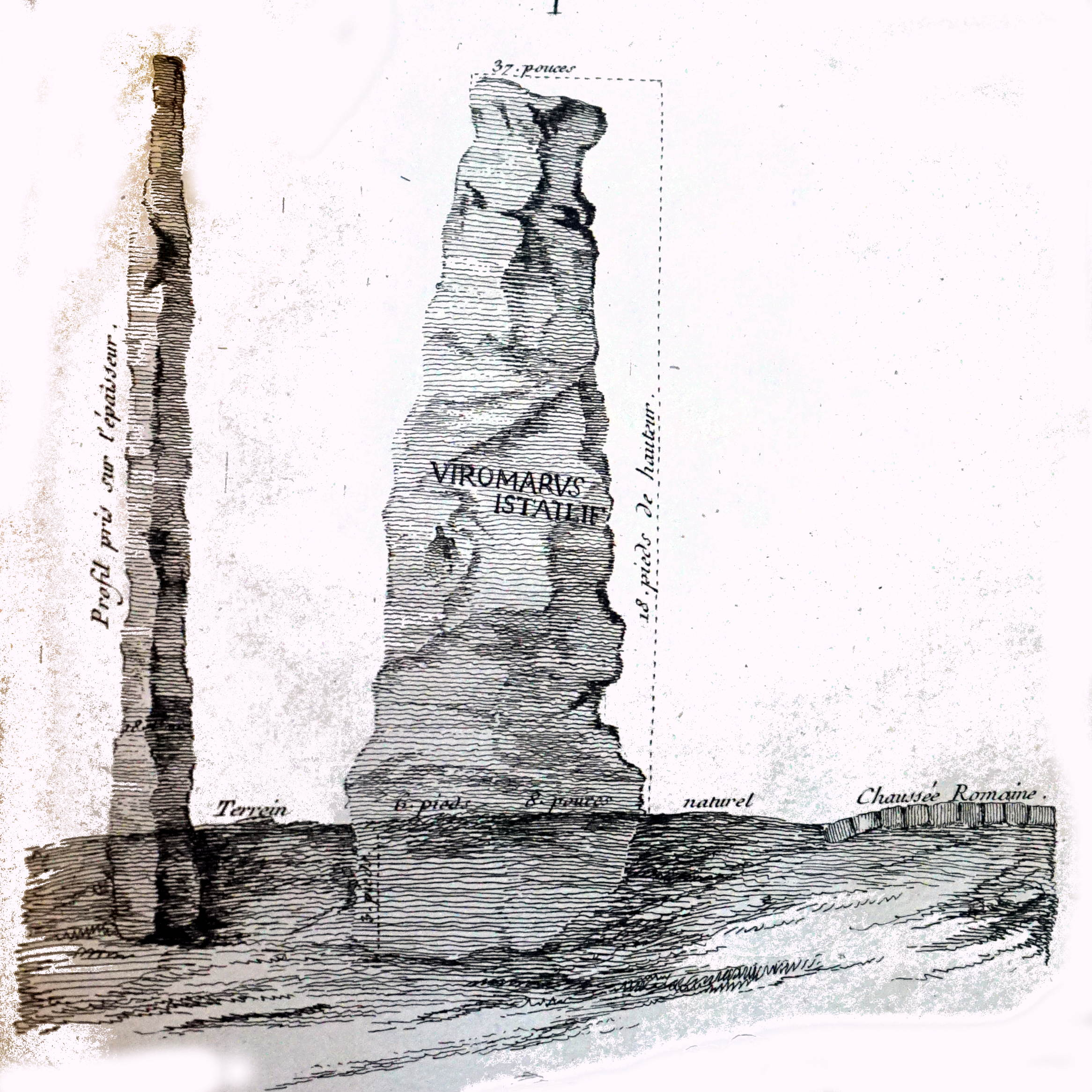
dessin par Caylus.

## Folklore
Selon une légende, le menhir est le fuseau perdu par une fée venant de Lorraine et se rendant aux moulins de Rachecourt.